# Mescheten

Flagge der Turk-Mescheten

Die historische Region Meschetien oder Samzche ist heute ein Teil der georgischen Region Samzche-Dschawachetien.

Die Mescheten (georgisch მესხები Meschebi, aserbaidschanisch Ahısqa türkləri, turk-meschetisch Аҳыска Тӱрклӓри/Ahıska Türkläri, türkisch Ahıska Türkleri; russisch Турки-месхетинцы turki-meschetinzy) sind eine türkischsprachige Volksgruppe, die bis zu ihrer Zwangsumsiedlung im Jahre 1944 in Südgeorgien (Samzche-Dschawachetien), nahe der türkischen Grenze, wohnhaft war. Heute wird weltweit von bis zu 600.000 Mescheten ausgegangen, die insbesondere in den Nachfolgestaaten der Sowjetunion leben, aber auch in der Türkei und den Vereinigten Staaten.
Ursprünglich umfasste der Name „Meschete“ oder „Meschete“ alle Bewohner der Region (Meschetien/Samzche, der Westteil der Großregion Samzche-Dschawachetien), ganz gleich ob sie nun georgischer, türkischer, russischer oder armenischer Sprache waren.

## Alternative Bezeichnungen
Im 20. Jahrhundert kamen in Georgien auch die Namen „Türk-Mescheten“ und „Muslim-Mescheten“ auf, um die türkischsprachigen Mescheten von den georgischsprachigen eindeutig unterscheiden zu können. Im Deutschen sind neben „Mescheten“ auch die Bezeichnungen „Mes'chi“, „Mezcheten“, „Meßcheten“ sowie „Turk-Mescheten“ geläufig. In der Türkei ist der Name „Mesket Türkleri“ weit verbreitet. Die georgische Regierung lehnt alle Bezeichnungen ab, die die Mescheten als „Türken“ betiteln und fasst sie unter dem Sammelbegriff „muslimische Georgier“ zusammen.

## Namensherkunft
Der Name Meschete stammt von der alten georgischen Region Mzcheta, die sich von 335 bis 467 im östlichen Georgien befand. Nach türkischer Geschichtsauffassung waren die Vorfahren der heutigen Mescheten im 16. Jahrhundert (1578) aus der anatolischen Türkei in den Kaukasus eingewandert.
Der Name „Ahıska“ soll sich vom türkischen Aksıka ableiten. Tatsächlich gibt es einen solchen Ort in der Türkei. Diese Türken seien Ahıska genannt worden, was ursprünglich nur ein geographischer Name war, der sowohl den turkvölkischen Einwanderern, der Region und der heutigen Provinz den Namen gab. Bis 1878 galten die Mescheten als Teil des anatolischen Türkentums. Der Name Ahıska wurde bereits im oghusischen Dede Korkut erwähnt, der eine alte oghusische Region als Ak-Sıka (Weißes Schloss) bezeichnete. Achiska bzw. Achalkalaki ist die Stadt in Meschetien. Er wurde erstmals 481 erwähnt und findet in der Bezeichnung Akesga eine treffende Alternativbezeichnung. Der Name Ahıska ist heute bekannter als die persische Form كاخ نو (kāch-e nu zu Deutsch: Neues Schloss).

## Hauptverbreitungsgebiet

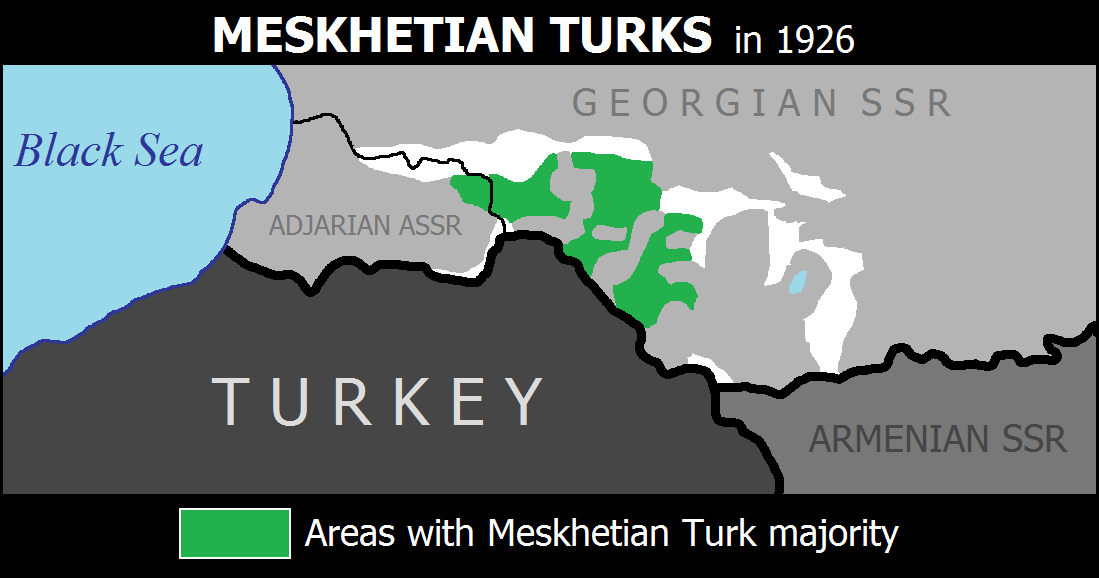
Hauptsiedlungsgebiete der Menscheten um 1926

Der Siedlungsschwerpunkt der Mescheten war einst die Gegend um Ajana mit den Städten Achalziche und Achalkalaki (beide an der Kura) und deren Umgebung. Aber auch in den Städten Aspindsa, Adigeni und Bogdanowka lebten Mescheten. Hauptorte turk-meschetischer Siedlung waren jedoch die beiden erstgenannten Städte.
Von insgesamt etwa 500.000 bis 600.000 Mescheten weltweit leben heute etwa 150.000 in Kasachstan, zirka 100.000 in Aserbaidschan, 90.000 in Russland, 50.000 in Kirgisistan und 40.000 in der Türkei. Kleinere meschetische Gemeinden gibt es noch in Usbekistan (15.000), den Vereinigten Staaten und der Ukraine (10.000). In ihrem ursprünglichen Siedlungsgebiet in Georgien leben heute weniger als 1000 Mescheten.

## Herkunft
Die Herkunft der Mescheten ist bis heute unerforscht und heftig umstritten. Aber es scheinen sich inzwischen zwei Hauptrichtungen herauszubilden:
1. Die pro-georgische Richtung: Die Mescheten waren ursprünglich Georgier (Mes'chi), die im 16. Jahrhundert den Islam und schließlich die türkische Sprache angenommen haben. Schließlich hätten sich auch Teile der georgischen Armenier und der zugewanderten ethnischen Türken ihnen angeschlossen und seien in ihnen aufgegangen.
2. Die pro-türkische Richtung: Die Mescheten waren ethnische Türken, in denen auch armenische (die inzwischen türkischsprechenden Chemschilij) wie auch georgische Volkssplitter aufgegangen seien.

Sprachlich sind die Mescheten der südwestlichen Gruppe der Turksprachen zuzurechnen. Ihre Sprache wird im Allgemeinen als Türkisch bezeichnet. Aber es wurde auch darauf hingewiesen, dass das Türkische der Mescheten mehr Gemeinsamkeiten mit dem Aserbaidschanischen als mit dem eigentlichen Türkisch aufweist. Und so listet beispielsweise das „Metzler Lexikon Sprache“ die Sprache der Mescheten als einen Unterdialekt des Karapapakischen auf.

## Religion
In der ehemaligen Region Meschetien waren mehrere Religionen verbreitet:
1. Die georgischen Aserbaidschaner gehören seit dem 8. Jahrhundert dem Islam an und sind Schiiten.
2. Die Turk-Mescheten und die armenischstämmigen Chemschilij gehören seit dem 16. Jahrhundert der sunnitischen Richtung des Islam an.
3. Die georgischsprachigen Mescheten, die Mes'chi waren jedoch orthodoxe Christen.

## Geschichte

### Osmanische Zeit
Im Jahr 1578 wurde Georgien nach dem verlorenen „Çıldır-Krieg“ dem Osmanischen Reich angegliedert. Und in den folgenden Jahren gingen viele Georgier in den damals zugewanderten osmanischen Türken auf, als sie den Islam und die türkische Sprache annahmen. Die späteren Turk-Mescheten bekamen ihr erstes Zentrum in der nordostanatolischen Provinz Çıldır mit dem gleichnamigen Hauptort. Die Provinz und Stadt Çıldır wurden jedoch später von den Safawiden eingenommen und dem Neupersischen Reich eingegliedert. Doch bereits 1635 konnte dort die osmanische Herrschaft wieder hergestellt werden.

### Russisches Zarenreich
Im 19. Jahrhundert wurde der Kaukasus nach und nach dem Russischen Zarenreich angegliedert. Zwischen 1853 und 1856 wanderten viele Mescheten in die türkische Provinz Erzurum aus, als das Russische Reich mit dem Neupersischen Reich um die Vorherrschaft im Kaukasus kämpfte. 1878 fiel Südgeorgien an Russland, als die russisch-persischen Grenzverträge geschlossen wurden. Damals wanderten viele der türkischsprachigen Mescheten ins Osmanische Reich aber auch in die ehemaligen aserbaidschanischen Khanate, die damals ebenfalls unter russische Herrschaft gekommen waren, aus.

### Sowjetunion
Im Zuge der „Nationalisierung“ der nichtslawischen Völkerschaften der Sowjetunion wurden 1938 die türkischsprachigen Mescheten Georgiens pauschal der „Aserbaidschanischen Nation“  zugeschlagen.
Nach dem 24. Juli 1944 wurden im Zuge ausgedehnter Deportationen nach ethnischer Zugehörigkeit in der UdSSR auch die türkischsprachigen Mescheten nach Zentralasien deportiert. Dabei wurden auch Armenier und Georgier davon erfasst, die in türkischsprachige bzw. muslimische Familien hinein geheiratet hatten. Doch waren die Verluste hoch: nur ein Drittel der Mescheten erreichten die neuen Siedlungsgebiete.
Doch in Zentralasien waren die Mescheten wiederum eine verfolgte Minderheit. Vor allem in Usbekistan, wo sie in die Bezirke Samarkand und Ferghana deportiert worden waren, wurde diese Volksgruppe angegriffen. Hier lebte bis 1989 die Mehrheit der Mescheten. Die Turk-Mescheten trugen als einzige Angehörige der sowjetischen Turkvölker den Vermerk „Türke“ in ihren Pässen. In die ehemaligen Siedlungsgebiete Georgiens wurden auf Befehl Josef Stalins Bürger aus den Republiken Armenien und Aserbaidschan angesiedelt. Bis zum Zusammenbruch der Sowjetmacht bekannten sich nur rund 80.000 Menschen als Mescheten, davon in Usbekistan über 60.000.

### Postsowjetische Zeit
Im Frühjahr des Jahres 1989 kam es im usbekischen Ferghanatal infolge des blutigen Grenzkrieges mit Kirgisistan zu Pogromen an der Volksgruppe der Mescheten. Dabei kamen über 100 Menschen ums Leben. Die sowjetische Zentralregierung in Moskau flog nun 16.000 türkischsprachige Mescheten aus Usbekistan aus, um ein weiteres Blutvergießen zu vermeiden. Ziel dieser Gruppe waren die anderen Unionsrepubliken, vor allem Aserbaidschan. Dies sollte ursprünglich keine permanente Umsiedlung werden.
Bis Mitte Juli 1989 hatten schließlich über 50.000 Mescheten das zentralasiatische Land verlassen und das Gros von ihnen versuchte nach Georgien zu gelangen. Die Turk-Mescheten erhoben nun offen Anspruch auf Gebiete und enteigneten Besitz ihrer Vorfahren. Dies führte zu Konflikten und blutigen Auseinandersetzungen mit den nach 1944 dort angesiedelten Armeniern und Georgiern. Georgien sagte sich noch 1989 von der Sowjetunion los und erlebte zu dieser Zeit eine Welle des Nationalismus, die auch zu Konflikten mit anderen ethnischen Minderheiten im Land führte. Georgien stürzte wenig später in einen Bürgerkrieg und vertrieb die meschetischen Neu-Heimkehrer mit brutaler Waffengewalt wieder aus dem Land.
Ein großer Teil der Mescheten, aufgrund der langen Zugehörigkeiten zur Sowjetunion oft russischsprachig, wandte sich daraufhin nach Russland, das die meisten von ihnen, teils widerwillig, aufnahm. Seit 1992 steht den in Russland lebenden Turk-Mescheten auf Papier die russische Staatsbürgerschaft zu, wurde ihnen aber in vielen Fällen dennoch nicht oder erst nach langer Zeit verliehen, so dass viele von ihnen lange Zeit staatenlos waren. So kam es, dass ein anderer Teil der Mescheten in die Türkei abwanderte.
Neben rund 100.000 Mescheten in Kasachstan lebt heute in Russland mit 70.000 bis 110.000 Angehörigen dieser Volksgruppe die weltweit, je nach Schätzung, zweitgrößte oder größte Gemeinschaft der Mescheten. Die Zuwanderung der Mescheten nach Russland hält seit 1989 bis heute an. Sie siedelten sich vorzugsweise in Südrussland an, vor allem in den Gebieten Rostow und Krasnodar. Ein weiterer Siedlungsschwerpunkt ist das Grenzgebiet zwischen Kabardino-Balkarien, Stawropol, Nordossetien und Tschetschenien, wo es inzwischen einige Dörfer mit mehrheitlich meschetischer Bevölkerung gibt. Dazu zählen etwa die rund 5.000 Einwohner umfassende Gemeinde Rostanowskoje (Region Stawropol), wo bei der russischen Volkszählung 2010 knapp 51 % der Bevölkerung Mescheten waren oder Kujan (Kabardino-Balkarien) mit 62,2 % meschetischer Bevölkerung. In Kasachstan ist die Zahl der Mescheten am höchsten in den Gebieten Almaty, Schambyl und Türkistan.
Als Georgien im Mai 1999 in den Europarat aufgenommen wurde, unterzeichnete die Regierung die Europäische Menschenrechtskonvention und sicherte als eine der Aufnahmebedingungen zu, für die Repatriierung der Mescheten zu sorgen. Nachdem in der Folgezeit nichts geschah, forderte Anfang 2001 das Europaparlament Georgien mehrmals auf, den vertriebenen Turk-Mescheten die Rückkehr bis Ende des Jahres zu ermöglichen. Die georgische Regierung stimmte nach langem Zögern zu und verfügte ihrerseits, dass nur jene türkischen Mescheten sich in Georgien niederlassen dürften, die sich offen als „türkischsprachige Georgier“ bekannten. Das lehnte die Minderheitenvertretung der Turk-Mescheten in Krasnodar kategorisch ab. Seit 2009 ermöglichte eine neue georgische Gesetzesinitiative den Mescheten wieder die Rückkehr in ihre alte Heimat. Nur zwischen 2000 und 5000 Mescheten leben heute in Georgien.

## Kulturvereine und offizielle Vertretung
Die turk-meschetischen Minderheiten kämpften nach dem Zerfall der Sowjetunion mit einer Menge sozialer, kultureller und Bildungsproblemen. Die türkischsprachigen Mescheten versuchen, ihre nationale Identität in ihren Gastländern zu bewahren. Aber meist werden sie vom eng verwandten Volkstum der benachbarten Turkvölker aufgesogen.
Um dieses zu verhindern, wurden in Usbekistan, Kirgisistan und Kasachstan verschiedene „Türkische Kultur-Zentren“ eingerichtet. Das „Türkische Kultur-Zentrum“ Usbekistans wurde 1992 als Türkisches Zentrum für Zivilisation in Taschkent gegründet. Es war als Gegenstück zum „Usbekischen Zentrum für Zivilisation“ anzusehen, das die Re-Türksierung Usbekistans forderte. Vorsitzender des Türkischen Zentrums Usbekistans war Dr. Ömer Salman.
Bereits 1991 wurde in Almaty ein „Türkisches Zentrum für Kasachstan“ gegründet. Dessen Vorsitzender war Dr. Tewfik Kurdajew Haşimoğlu, der enge Beziehungen zum türkischen Kultusministerium unterhielt. In diesem Zentrum wurde vor allem das Türkeitürkische als „alleinige Hochsprache“ der türkischsprachigen Mescheten propagiert und eine Re-Islamisierung der Mescheten betrieben. Ferner war das Zentrum Almatys ein (halboffizielles) „Einwanderungs-Büro“ für die „zentralasiatischen Türken“, d. h. für die turkvölkischen Minderheiten Kasachstans, die nicht dem jeweiligen Staatsvolk angehören, sondern übergreifend und unabhängig ihrer Herkunft als „Türken“ zusammengefasst sind.
İzzet Maksudov betrieb das „Türkische Zentrum für Zivilisation“ in Kirgisistan, das von Mescheten 1991 in Bischkek gegründet wurde. Diese drei türkischen Zentren hatten eine große strategische Bedeutung in Zentralasien, da sie mehr oder weniger eng mit dem türkischen Kulturministerium zusammenarbeiten. Für die heutige Türkei, die diese Zentren finanziell stark unterstützte, galten die Zentren als „Eingangstor“ zu Zentralasien. Die Turk-Mescheten betrachteten die Türkei als ihre legitime Schutzmacht und so sorgten diese Zentren auch indirekt für die heutige Missstimmigkeit zwischen Türken und den Kasachen, Kirgisen und Usbeken, da diese sich eine Einmischung „in innere Angelegenheiten“ ihrer Staaten von Seiten der Türken strikt verbitten.
Die offizielle Volks-Vertretung der Mescheten Russlands war die „Volksbewegung VATAN“, die ihren Hauptsitz in Krasnodar und eine Zweigstelle in Stawropol hatte. Vorsitzender war der ehemalige Lehrer Machmud Taferow. Die Mescheten Aserbaidschans waren in einer ähnlich strukturierten Organisation vereinigt, die den Namen „VATAN, Verein aserbaidschanischer Mescheten“ trug.